# بیرگی
بیرگی (انگلیسی: Birgi) محله‌ای در شهرداری و ناحیه اوده‌میش، استان ازمیر، ترکیه است. جمعیت آن در سال ۲۰۲۲ برابر با ۱٬۸۳۲ نفر بوده است. پیش از سازماندهی مجدد در سال ۲۰۱۳، این منطقه یک شهر بود. نام کنونی آن، نسخه ترک‌شده نام یونانی قرون‌وسطایی Pyrgion (یونانی: Πυργίον، به‌معنای "برج کوچک") است.

## تاریخچه
در اروپای دوران باستان، این شهر با نام دیوُس هیرون (یونانی: Διός Ἱερόν، "معبد زئوس") شناخته می‌شد. این یکی از دو شهری بود که این نام را داشتند. با الحاق پادشاهی پرگامون، این شهر به بخشی از جمهوری روم و سپس استان‌های روم، در استان آسیا (استان رومی) تبدیل شد.
نام این شهر در قرن هفتم میلادی به کریستوپولیس (یونانی: Χριστούπολις) تغییر یافت و از قرن دوازدهم به بعد با نام پیرگیون (یونانی: Πυργίον) شناخته شد. در سال ۱۳۰۷، این شهر به دست ترک‌ها افتاد و به پایتخت بیگ‌نشین آیدینیان تبدیل شد.
ابن بطوطه در سفر خود به این شهر از حضور در سخنرانی یکی از اساتید برجسته به نام محیی‌الدین یاد کرده است.
این شهر در سال ۱۳۹۰ میلادی به امپراتوری عثمانی ملحق شد.
بیرگی به دلیل معماری کلاسیک دودمان سلجوق و معماری عثمانی شهرت دارد و از سال ۱۹۹۴، توسط سازمان ÇEKÜL (حفاظت و ترویج محیط زیست و میراث فرهنگی) به‌عنوان یک میراث فرهنگی جهانی ثبت شده است.
در سال ۲۰۲۱، باستان‌شناسان موفق به کشف یک دژ بیزانسی در این منطقه شدند.